# Islas de los Abedules
Las islas de los Abedules (en ruso: Берёзовые острова, islas Beriózovye o Beryózovye) forman un archipiélago ruso ubicado en el golfo de Finlandia, extremo del mar Báltico). La mayor de las 15 islas es Gran Beriózovye. Están protegidas por su riqueza acuática y por el Convenio de Ramsar.

## Historia
Durante la Segunda Guerra Mundial las islas pertenecieron a Finlandia (en finés: Koiviston saari). Después de la guerra volvieron a pasar a manos rusas.